# ITUR
ITUR (от англ. Italy — Turkey — Ukraine — Russia) — подводный волоконно-оптический кабель, проложенный по дну Средиземного и Чёрного морей, обеспечивающий связью упомянутые страны.
Подводная волоконно-оптическая кабельная система «Италия-Турция-Украина-Россия» (ИТУР) построена и сдана в эксплуатацию в 1996 году. Совладельцами кабельной системы ИТУР являются 36 зарубежных телекоммуникационных компаний. Основными совладельцами системы и её обслуживающими администрациями являются компании: «Телеком Италия Спаркле (TIS)», «Турктелеком (ТТ)», «Укртелеком (Ukrtelecom)» и «Ростелеком (Rostelecom)»
К волоконно-оптической кабельной системе ИТУР имеются подсоединения в следующих местах:
1. Палермо, Сицилия, Италия
2. Стамбул, Турция
3. Одесса, Украина
4. Новороссийск, Россия